# Bukung
Bukung är ett berg i Indonesien.   Det ligger i provinsen Aceh, i den västra delen av landet, 1 500 km nordväst om huvudstaden Jakarta. Toppen på Bukung är 1 235 meter över havet.
Terrängen runt Bukung är huvudsakligen lite bergig. Runt Bukung är det glesbefolkat, med 13 invånare per kvadratkilometer. I omgivningarna runt Bukung växer i huvudsak städsegrön lövskog.